# La Fabuleuse Histoire d'un royaume
La Fabuleuse Histoire d’un royaume est un spectacle historique théâtral québécois à grand déploiement, écrit et créé par Ghislain Bouchard et présenté lors de la saison estivale dans la région du Saguenay-Lac-Saint-Jean depuis 1988.
En 1987, Ghislain Bouchard écrivait le scénario d’une pièce historique qui devait être jouée pour une saison seulement dans le cadre du 150e anniversaire du Saguenay-Lac-Saint-Jean qui se tiendrait en 1988. 37 ans plus tard, ce spectacle est toujours sur scène et joue son histoire soir après soir.
Le spectacle à grand déploiement La Fabuleuse Histoire d’un Royaume est le premier spectacle à être devenu un attrait touristique permanent au Québec et un produit d’appel important pour la destination,,.

## Historique

### 1986
La Corporation des fêtes du 150 e anniversaire du Saguenay–Lac-Saint-Jean demande à Ghislain Bouchard de coordonner les activités culturelles des Fêtes. Ce dernier propose plutôt d’écrire et de mettre en scène un spectacle historique à grand déploiement se situant dans la ligne des pageants aériens de l’époque du Centenaire de la région.

### 1987
Le texte d’une centaine de pages est achevé. Il a nécessité beaucoup d’efforts de recherche afin de respecter l’histoire.
La dramatisation suit : des scènes courtes présentant des événements dramatiques ou comiques basés sur le dialogue, la présentation visuelle, la musique, le chant et la danse. Il s’agit d’une façon moderne de traiter un type de spectacles qui ont connu leur heure de gloire entre les deux guerres mondiales. Plus populaires que jamais, ils sont issus de la France et sont inspirés par des sons et des lumières. Le choix des comédiens et des comédiennes, de l’équipe technique, des chanteurs et des chanteuses, et de la musique se poursuivra toute l’année, de même que pendant les premiers mois de 1988, pour aboutir à une première sans bavures le 25 juin.

### 1988
En 1988, après plus de deux années de travail acharné, Ghislain Bouchard, aidé de sa conjointe Olivette Hudon-Bouchard et de toute son équipe, présente La Fabuleuse Histoire d’un Royaume pour le 150e anniversaire de la région.
Le succès est instantané ! Rapidement, la troupe est invitée à reproduire l’expérience en 1989, puis l’année d’après… jusqu’à ce que La Fabuleuse en soit à sa 37e année d’existence !
Enchaînant une série de tableaux colorés, actés, chorégraphiés et chantés, La Fabuleuse Histoire d’un Royaume marque les esprits, car elle est un livre ouvert sur le passé de la région. Regroupant plus de 200 artistes à chacune de ses représentations, elle est un véritable tour de force ! En constante évolution et repoussant les limites logistiques, techniques et technologiques, elle fascine et captive ici et ailleurs dans le monde.

### 1990
La Fabuleuse Histoire d’un Royaume affiche trois représentations à Montsecret, en Normandie (France).

### 1991
Septembre – Prix de mérite d’Interpretation Canada, décerné au spectacle La Fabuleuse Histoire d’un Royaume pour services méritoires et contribution au domaine de l’interprétation.

### 1992
Deuxième série de représentations de La Fabuleuse à Montsecret.

### 1994
De 1994 à 1997 , la scène du Palais municipal est partagée par deux grands spectacles : La Fabuleuse Histoire d’un Royaume occupe le début de la saison et Le Tour du Monde de Jos Maquillon, la seconde moitié.
Le tour du monde de Jos Maquillon : conçu par Ghislain Bouchard et mis en scène par Wajdi Mouawad, ce spectacle haut en couleur et à grand déploiement transporte le public autour du monde à travers les périples de Jos Maquillon. De passage par Saguenay, Jos fait ses adieux à Mlle Thérèse avant de parcourir le monde pour finalement revenir au Saguenay…

### 1995
Ghislain Bouchard tire sa révérence de La Fabuleuse Histoire d’un Royaume. C’est alors Louis Wauthier qui reprend la mise en scène, en plus d’ en assurer la direction artistique.

### 1996
Le 20 juillet, la Ville de La Baie est frappée de plein de fouet par le déluge du Saguenay. La première représentation de l’été eu lieu le 19 juillet. Elle aura été la seule de cette saison !
Le soir du 19 juillet 1996 n’a pas été un soir comme les autres pour les spectateurs et les spectatrices. Ce qu’on appelle aujourd’hui « le déluge », et qui fait désormais l’ objet d’un tableau dans La Fabuleuse, s’abattait sur la région.
« La sortie du public était très particulière.
Il y avait de l’eau partout dans le stationnement jusqu’à la hauteur
des portes des voitures », se rappelle Louis Wauthier.
– Journal de Montréal

### 2003
Rénovation de la salle de spectacle et de la scène du Théâtre du Palais municipal, ce qui permet l’aménagement d’un parterre en pente incluant de nouveaux sièges et une scène permanente.

### 2007-2010
La Nouvelle Fabuleuse ou Les aventures d’un Flo: pour souligner les 20 ans et donner un nouveau souffle à La Fabuleuse Histoire d’un Royaume, la Corporation du Théâtre du Palais municipal lance un nouveau spectacle à grand déploiement. Publicisée comme La Nouvelle Fabuleuse ou Les aventures d’un Flo, la production est présentée de 2007 à 2010.
Les aventures d’un Flo: écrit par l’auteur régional Michel-Marc Bouchard, mis en scène par Serge Denoncourt et sous la direction artistique de Louis Wauthier, ce spectacle est composé de 39 nouveaux tableaux, dont 13 autres sont inspirés de l’oeuvre originale de La Fabuleuse Histoire d’un Royaume. À travers les aventures d’un tout nouveau personnage, Flo, ce sont 400 ans d’histoire régionale qui sont racontés, « mélodiés » et célébrés !

### 2009
La Fabuleuse Histoire d’un Royaume perd son père et le monde théâtral, un grand homme : le 28 septembre 2009, Ghislain Bouchard s’éteint. La grande famille de La Fabuleuse, le monde du théâtre et la région dans son ensemble sont ébranlés par le départ de ce grand artiste visionnaire, amoureux d’histoire et fervent défenseur de la culture et de la langue françaises.
Début de La Fabuleuse Histoire d’un Royaume en version anglaise offerte aux croisiéristes accostant au port d’ escale de La Baie. Le spectacle est joué sans ent acte et 16 tableaux sont présentés. Ces représentations prolongent la saison jusqu’à l’automne.

### 2011
Le grand retour de La Fabuleuse Histoire d’un Royaume ! Après 4 ans d’absence, La Fabuleuse se réinstalle sur les planches du Théâtre du Palais municipal avec, bien sûr , quelques améliorations.
« En dépit des tableaux raccourcis ou resserrés, des costumes rafraîchis, des éclairages et des effets spéciaux renouvelés, le spectacle demeure ce qu’il est depuis ses débuts : une immense fresque relatant l’histoire du Québec à travers les principaux événements survenus au Saguenay–Lac-Saint-Jean avec le concours de quelque 200 acteurs bénévoles. »
– Journal La Presse

### 2016
La Fabuleuse Histoire d’un Royaume a été présentée au fil des ans par différents organismes : le Comité des fêtes du 150e anniversaire, la municipalité de la Ville de La Baie, la Corporation du Théâtre du Palais municipal. Depuis 2016, c’est maintenant Diffusion Saguenay qui prend en charge la production.

### 2017
1,5 M$
C’est la somme investie pour l’intégration d’un système de projection d’images qui donne un nouveau souffle à La Fabuleuse. Le travail de conception visuel fût réalisé par les entreprises MATIÈRS et LSM Ambiocréateurs.
La Fabuleuse Histoire d’un Royaume se renouvelle encore en intégrant une  technologie multimédia unique au Canada pour enrober son histoire légendaire.
Le nouvel environnement visuel du spectacle offre une vue plus que réaliste sur cette grande épopée ayant mené à la création du Saguenay–Lac-Saint-Jean. D’un tableau à un autre, traversez les saisons, combattez les ennemies, assistez à la naissance, découvrez le récit d’une région fréquentée chaque année par des milliers de touristes et de croisiéristes.

### 2019
Louis Wauthier passe le flambeau à Jimmy Doucet. Au terme de cette 32e saison, Louis Wauthier quittera la production. Investi à la mise en scène et à la direction artistique depuis les tout débuts du spectacle, il passera sa dernière saison aux côtés de Jimmy , lui transmettant les secrets de l’arrière-scène.

### 2021
Création d’un spectacle adapté au contexte pandémique par Jimmy Doucet : Les Fabuleuses Histoires de l’Esprit du Fjord. Un parcours de quatre tableaux, dont trois à l’extérieur créés autour du Théâtre du Palais municipal et un autre sur la grande scène intérieure, où les spectateurs et spectatrices côtoient les comédiens et les comédiennes. Un exploit de l’équipe de production et artistique : concept, écriture, décors, costumes, bande sonore et technique de scène; tout cela en moins de 10 mois !

### 2022
35 ans
La Fabuleuse Histoire d’un Royaume célèbre ses 35 ans !
Pour son 35e anniversaire, La Fabuleuse va encore plus loin. Une nouvelle trame sonore, appuyée d’un audacieux déploiement technique, ajouté à son environnement visuel des plus impressionnants, plonge les spectateurs au coeur de l’action.
Une ambiance sonore qui aura pris plus de deux ans à réaliser et qui met de l’avant une distribution dirigée par sa nouvelle équipe de metteur en scène sous la direction de Jimmy Doucet et des musiques pour la plupart signées par les frères Dominic et Jean-François Laprise.

### 2023
Un nouveau chapitre s’inscrit dans l’histoire ! C’est au tour de Jimmy Doucet d’ajouter un tableau au spectacle.
En février 2023, la production annonce que la tragédie de Saint-Jean-Vianney y aura maintenant sa place, une nouvelle qui est très appréciée par les gens touchés et la région. Le nouveau tableau démontre les gestes héroïques posés par les citoyens, les policiers et les militaires la nuit du glissement de terrain. Comme trame de fond, des témoignages et des faits vécus percutants.
Un travail de création débuté en 2020, qui aura pris 3 ans d’analyse, de lecture, de rencontres et de consultations avec des gens qui ont vécu le drame. Introduire le tableau dans la bonne ligne temporelle de l’histoire de La Fabuleuse a demandé de retravailler deux autres scènes du spectacle dont celle relatant l’histoire du hockey puisque sans les séries éliminatoires des Canadiens de Montréal ce soir-là, la fin aurait été, à coup sûr, bien différente.

## Créateurs
- Texte, création et conception de la mise en scène originale : Ghislain Bouchard

- Texte du tableau du déluge, chorégraphies originales et mise en scène de 1996 à 2019 : Louis Wauthier
- Texte 2022, tableaux : Nord du Lac, Hockey 1910-1994, Saint-Jean-Vianney et La vie au Saguenay : Jimmy Doucet
- Texte du tableau de l’Hôtel Roberval : Michel-Marc Bouchard
- Mise en scène originale de l’Hôtel Roberval : Serge Denoncourt
- Conception originale des costumes : Olivette Hudon-Bouchard
- Musique originale : Dominic Laprise avec la collaboration avec Jean-François Laprise
- Conception de la bande sonore, enregistrements et montage : Studio Sonomax – Mathieu Laprise
- Directeur son enregistrement, conception sonore en salle : Serge Lachance
- Conception effets sonores : Nicolas Dallaire et Jean-François B. Sauvé
- Narration : Jean-Pierre Bergeron
- Conception originale des décors : Stan d’Haese
- Conception des décors et peintre scénique : Sophie Desrosiers
- Conception d’éclairage : Nyco Desmeules
- Conception des images et animations vidéo : Matièrs – Ghislain Turcotte
- Conception effets pyrotechniques : Pur FX – Jacquelin Duchesne
- Conception des effets laser : Laser Quantum – Jean-Philippe Jouy

## [7]Tableaux
Première partie
- Les Innus
- La cour de François Premier
- La guerre France-Espagne
- Galt-Nixon
- La goélette
- L'arrivée des 21
- La naissance
- Les semeurs
- La débâcle (de 6 à 6)
- La bataille
- La vie au Saguenay
- L'arrivée de Joe Maquillon
- Le Père Honorat
- La colonisation
- L'automne
- L'hiver
- Noël
- Le printemps
- Le grand feu de 1870

Deuxième partie
- Hôtel Roberval
- Nord du Lac
- La grippe espagnole et Val-Jalbert
- Le bal chez le notaire
- La guerre 1939-1945
- Le Hockey
- Saint-Jean Vianney
- Les années 1950 à 80
- Le déluge
- La finale